# 사재기

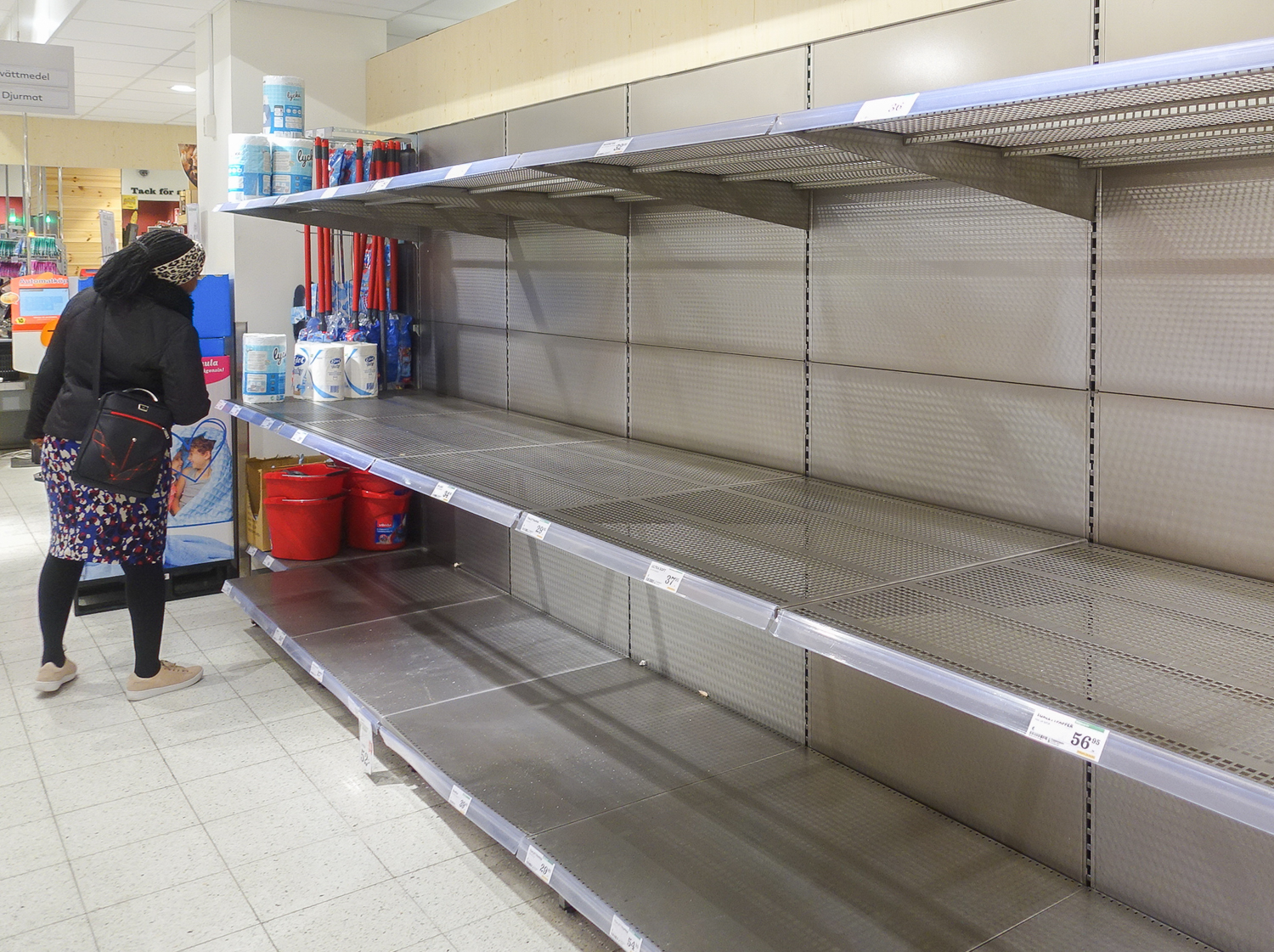

사재기(영어: hoarding)는 물건값이 오를 것을 예상하고 물건을 필요 이상으로 많이 사두는 것을 말한다.

## 개요
사재기에는 다음과 같은 경우가 있다.
- 물건의 시세가 변동될 것을 대비하여 오랜 기간 동안 사용할 물건을 미리 사 놓는 것.
- '매점매석' 행위를 하기 위해 물건을 모두 사 들여 놓는 것.
- 전시나 기타 비상사태에 대해 피난을 위한 물건을 많이 사 들이는 것.

## 예시
한 달에 20개의 라면을 소비하는 소비자가 있고, 그가 소비하는 라면의 가격이 개당 500원이며, 3월 이후로 개당 가격이 550원으로 인상될 경우를 가정해 본다면, 평소대로 달마다 20개씩 구입했을 경우와 가격 인상을 예상하고 1년치를 모두 구입했을 경우 1년 동안 라면 소비에 들어가는 비용을 비교해 보면 다음과 같다.
| 월   | 단가 | 개수 | 총액    |
| ---- | ---- | ---- | ------- |
| 1월  | 500  | 20   | 10,000  |
| 2월  | 500  | 20   | 10,000  |
| 3월  | 550  | 20   | 11,000  |
| 4월  | 550  | 20   | 11,000  |
| 5월  | 550  | 20   | 11,000  |
| 6월  | 550  | 20   | 11,000  |
| 7월  | 550  | 20   | 11,000  |
| 8월  | 550  | 20   | 11,000  |
| 9월  | 550  | 20   | 11,000  |
| 10월 | 550  | 20   | 11,000  |
| 11월 | 550  | 20   | 11,000  |
| 12월 | 550  | 20   | 11,000  |
| 합계 | -    | 240  | 130,000 |

| 월   | 단가 | 개수 | 총액    |
| ---- | ---- | ---- | ------- |
| 1월  | 500  | 240  | 120,000 |
| 2월  | 500  |      |         |
| 3월  | 550  |      |         |
| 4월  | 550  |      |         |
| 5월  | 550  |      |         |
| 6월  | 550  |      |         |
| 7월  | 550  |      |         |
| 8월  | 550  |      |         |
| 9월  | 550  |      |         |
| 10월 | 550  |      |         |
| 11월 | 550  |      |         |
| 12월 | 550  |      |         |
| 합계 | -    | 240  | 120,000 |

위와 같이 소비자는 같은 수량의 물건을 구입하더라도 시세가 오를 것을 예상하고 시세가 오른 후에 소비할 물건도 시세가 오르기 전에 미리 구입해 두면 약간의 이익을 챙길 수 있게 된다. 그러나 물가가 내려간다면 손해를 볼 수 있다.
하지만 라면의 보편적인 유통기한이 6개월임을 감안했을 때 물가가 오르더라도 사재기가 무조건 이익이라고 볼 수 없다.

## 같이 보기
- 튤립 파동
- 음원 사재기
- 공황 구매(패닉 바잉)